# 克雷森特米爾斯 (加利福尼亞州)
克雷森特米爾斯（英語：Crescent Mills）是位於美國加利福尼亞州普盧默斯縣的一個人口普查指定地區。

## 地理
克雷森特米爾斯的座標為40°05′47″N 120°54′46″W / 40.09639°N 120.91278°W，而該地最高點為海拔高度1075米（即3527英尺）。

## 人口
根據2010年美國人口普查的數據，克雷森特米爾斯的面積為10.981平方千米，均為陸地。當地共有人口196人，而人口密度為每平方千米17人。